# Albert Sent Đerđi
Albert Sent Đerđi (mađ. Nagyrápolti Szent-Györgyi Albert; 16. septembar 1893 – 22. oktobar 1986) je bio mađarski fiziolog. Dobitnik je Nobelove nagrade za fiziologiju ili medicinu 1937. godine za otkriće vitamina C i nekih reakcija ciklusa limunske kiseline. On je zaslužan za otkrivanje vitamina C i komponenata i reakcija ciklusa limunske kiseline. Takođe je bio aktivan u mađarskom pokretu otpora tokom Drugog svetskog rata i uzeo učešća u mađarskoj politici nakon rata.

## Biografija
Albert je rođen u Budimpešti 1893. godine kao sin od oca Mikloša Sent Đerđija, velikog zemljoposednika i majke Jozefine, čiji su i otac i brat bili profesori anatomije na Univerzitetu u Budimpešti. Iako je kao dečak imao problema sa učenjem, sa šesnaest godina ga je nauka počela interesovati, međutim, ujak Mihali Lenhošek nikako nije smatrao da bi to bio dobar izbor za nemirnog Alberta. 1911. godine se upisao na studije i počeo je da radi kod dede u laboratoriji, sve do početka Prvog svetskog rata kada je bio mobilizovan u vojsku. Služio je na italijanskim i ruskim frontovima sve do 1917. godine kada je otpušten zbog ranjavanja u borbi. Za vreme boravka u vojsci, odlikovan je srebrnom medaljom za hrabrost. Završio je studije na Univerzitetu u Budimpešti, a zatim je nastavio rad sa farmakologom Mansfeldom u Bratislavi, Arminom Čermakom u pragu proučavajući elektrofiziologiju i Mihelisom u Berlinu, a zatim otišao u Hamburg na dvogodišnji kurs fizičke hemije.
Godine 1920. je postao asistent na Univerzitetu za farmakologiju u Lajdenu, od 1922. do 1926. radio je na Fiziološkom institutu u Groningenu, u Holandiji, a 1927. je otišao na Kembridž kao Rokferelov saradnik, radeći sa Hopkinsom. Proveo je jednu godinu i u Ročesteru u Minesoti pre nego što se ponovo vratio na Kembridž.
Kao profesor počeo je da radi 1931. godine kada je dobio mesto na Univerzitetu u Segedinu na katedri za medicinsku hemiju, na inicijativu tadašnjeg ministra za nauku, a 1935. i na katedri za organsku hemiju. Po završetka Drugog svetskog rata, preuzeo je mesto profesora medicinske hemije na Univerzitetu u Budimpešti, a 1947. godine je napustio Mađarsku, otišavši u SAD, gde je dobio mesto direktora za istraživanje na institutu za istraživanje mišića u Masačusetsu.
Istraživački rad na Groningenu Albert je započeo u oblasti ćelijskog disanja, u kojoj je opisao međusobnu povezanost procesa aktivacije vodonika i kiseonika, te prvi primetio uloge enzima kodehidraze i polifenol-oksidaze za fiziološke procese u biljnim ćelijama. Pri tome je dokazao postojanje redukujućeg agensa u ćelijama biljaka i životinja, što će ga kasnije dovesti do njegovog najvećeg otkrića - askorbinske kiseline i njenih biohemijskih osobina. Po njegovom povratku u Mađarsku, primetio je antiskorbutivnu aktivnost askorbinske kiseline i otkrio da paprika (Capiscum annum) jeste bogat izvor vitamina C. Upornim istraživanjem puteva oksidacije u živim organizmima, uspeo je dokazati značaj C4 kiselina (među kojima su i voćne kiseline kao što su jabučna i vinska) kao katalizatora biohemijskih procesa u ćelijama. Njegov rad na biohemijskoj oksidaciji upotpunjen je otkrivanjem flavina. Godine 1938. svoja interesovanja okreće ka istraživanju fiziologije mišića ubrzo otkrivajući proteine presudne za njihovu kontrakciju, aktin i miozin, te kompleks u koji su međusobno povezani. Takođe, dokazao je da adenozin-trifosfat predstavlja direktni izvor energije za mišićnu kontrakciju. Posle ovih otkrića mogla se prvi put reprodukovati najvažnija reakcija koja dovodi do kontrakcije mišića. Neki od njegovih radova iz ovog perioda doveli su do početka korišćenja glicerina za prezervaciju bioloških preparata.
Sent Đerđi je bio član mnogih akademskih društava, te predsednik Budimpeštanske akademije nauka i potpredsednik Mađarske akademije nauka. Predavao je kao gostujući profesor na Harvardu 1936, te na Univerzitetu u Liježu, u Francuskoj, 1938. godine.
Izdao je više publikacija koje tematikom prate njegov istraživački rad, među kojima su:
- Oksidacija, fermentacija, vitamini - zdravlje i bolest (1939),
- Mišićna kontrakcija (1947),
- Priroda života (1947),
- Bioenergetika (1957).

## Privatni život
Sent Đerđi se oženio 1917. godine sa Korneliom Demetri, ćerkom guvernera Mađarske pošte. U braku sa njom imao je jednu ćerku Korneliju.
Kao aktivni protivnik nacista tokom tridesetih godina, bio je primoran da postane Švedski građanin za vreme Drugog svetskog rata, odakle se preselio u Ameriku, gde se 1941. oženio i drugi put, Martom Borbiro.
Slobodno vreme ispunjavao je sportom, pre svih jedrenjem i alpinizmom.

## Literatura
- Moss, Ralph (1988). Free Radical Albert Szent-Györgyi and the Battle over Vitamin C. Paragon House Publishers. ISBN 978-0-913729-78-6.
- Szolcsányi, János (2007). „Memories of Albert Szent-Györgyi in 1943 about the beginning of his research and about his mentor, Géza Mansfeld”. Orvosi hetilap. 148 (42): 2007—11. PMID 17932008. doi:10.1556/OH.2007.H2142. Непознати параметар |month= игнорисан (помоћ)
- Juhász-Nagy, Sándor (2002). „Albert Szent-Györgyi—biography of a free genius”. Orvosi hetilap. 143 (12): 611—4. PMID 11963399. Непознати параметар |month= игнорисан (помоћ)
- Vértes, L (2000). „László Németh and Albert Szent-Györgyi. Honoring anniversaries”. Orvosi hetilap. 141 (52): 2831—3. PMID 11202120. Непознати параметар |month= игнорисан (помоћ)
- Manchester, K L (1998). „Albert Szent-Györgyi and the unravelling of biological oxidation”. Trends Biochem. Sci. 23 (1): 37—40. PMID 9478135. doi:10.1016/S0968-0004(97)01167-5. Непознати параметар |month= игнорисан (помоћ)
- Gábor, M (1996). „Albert Szent-Györgyi and flavonoid research”. Orvosi hetilap. 137 (2): 83—4. PMID 8721874. Непознати параметар |month= игнорисан (помоћ)
- Nagy, I Z (1995). „Semiconduction of proteins as an attribute of the living state: the ideas of Albert Szent-Györgyi revisited in light of the recent knowledge regarding oxygen free radicals”. Exp. Gerontol. 30 (3–4): 327—35. PMID 7556511. doi:10.1016/0531-5565(94)00043-3.
- Zallár, A; Szabó T (1989). „Habent sua fata libelli: the adventurous story of Albert Szent-Györgyi's book entitled Studies on Muscle (1945)”. Acta Physiol. Scand. 135 (4): 423—4. PMID 2660487. doi:10.1111/j.1748-1716.1989.tb08599.x. Непознати параметар |month= игнорисан (помоћ)
- Szilárd, J (1988). „The Nobel prize. (Pro memoria Albert Szent-Györgyi). The University of Szeged Medical School named after Albert Szent-Györgyi”. Orvosi hetilap. 129 (18): 949—50. PMID 3290769. Непознати параметар |month= игнорисан (помоћ)
- Szabó, T; Zallár A, Zallár I (1988). „Albert Szent-Györgyi in Szeged”. Geographia medica. 18: 153—6. PMID 3049243.
- Banga, I (1987). „In memory of Albert Szent-Györgyi”. Orvosi hetilap. 128 (2): 97—8. PMID 3547244. Непознати параметар |month= игнорисан (помоћ)
- Cohen, S S (1987). „Thoughts on the later career of Albert Szent-Gyorgyi”. Acta Biochim. Biophys. Hung. 22 (2–3): 141—8. PMID 3118622.
- Straub, F B (1987). „The charismatic teacher at Szeged: Albert Szent-Györgyi”. Acta Biochim. Biophys. Hung. 22 (2–3): 135—9. PMID 3118621.
- „Salute to the 90-year old Albert Szent-Györgyi”. Orvosi hetilap. 124 (40): 2435—6. 1983. PMID 6369221. Непознати параметар |month= игнорисан (помоћ)
- Bendiner, E (1982). „Albert Szent-Györgyi: the art in being wrong”. Hospital practice (Hospital ed.). 17 (5): 179—84, 185—6,192. PMID 7044943. Непознати параметар |month= игнорисан (помоћ)
- Szállási, A (1980). „Albert Szent-Györgyi in the journal Nyugat”. Orvosi hetilap. 121 (8): 468. PMID 6992048. Непознати параметар |month= игнорисан (помоћ)
- Holden, C (1979). „Albert-Szent-Györgyi, electrons, and cancer”. Science. 203 (4380): 522—4. PMID 366748. doi:10.1126/science.366748. Непознати параметар |month= игнорисан (помоћ)
- Süle, T (1977). „Albert Szent-Györgyi in Hungarian numismatics”. Orvosi hetilap. 118 (52): 3170—1. PMID 341025. Непознати параметар |month= игнорисан (помоћ)
- Szállási, A (1977). „Albert Szent-Györgyi was awarded the Nobel Prize 40 years ago”. Orvosi hetilap. 118 (46): 2782—3. PMID 335333. Непознати параметар |month= игнорисан (помоћ)
- Kardos, I (1975). „A talk with Albert Szent-Györgyi”. The New Hungarian quarterly. 16 (57): 136—50. PMID 11635455.
- Szállási, A (1974). „2 interesting early articles by Albert Szent-Györgyi”. Orvosi hetilap. 115 (52): 3118—9. PMID 4612454. Непознати параметар |month= игнорисан (помоћ)
- Kenéz, J (1973). „Eventful life of a scientist. 80th birthday of Nobel prize winner Albert Szent-Györgyi”. Münchener medizinische Wochenschrift (1950). 115 (51): 2324—6. PMID 4589872. Непознати параметар |month= игнорисан (помоћ)
- Miura, Y (1969). „Doctor Albert von Szent-Gyoergyi”. Nippon Ishikai zasshi. Journal of the Japan Medical Association. 62 (11): 1164—8. PMID 4903813. Непознати параметар |month= игнорисан (помоћ)
- Kenéz, J (1968). „Albert Szent-Györgyi is 75 years old”. Orvosi hetilap. 109 (50): 2777—81. PMID 4887815. Непознати параметар |month= игнорисан (помоћ)

## Spoljašnje veze
- Biografija
- BBC intervju, 1965